# Daewoo Racer
Der Daewoo Racer, in Australasien zumeist Daewoo 1.5i, ist ein Pkw des Automobilherstellers Daewoo Motors. Entgegen der Implikation des Namens handelt es sich nicht um einen Sportwagen, sondern um einen Lizenznachbau des Opel Kadett E. Der ursprüngliche Daewoo Racer wurde nie in Deutschland angeboten, sondern hauptsächlich für den osteuropäischen Markt, wie auch für den Nahen und Mittleren Osten produziert. Auch das in Deutschland als Daewoo Nexia verkaufte Modell, eine optisch überarbeitete Version des Kadett E, wurde in den genannten Regionen in der Stufenheck-Version zum Teil noch als Racer beziehungsweise als Super Racer verkauft. In Kanada wurde er als Passport Optima verkauft.
In Thailand gab es das Modell nach einer Modellpflege auch unter den Namen Daewoo Fantasy wie zum Beispiel in Südamerika auch als Daewoo Pointer. In Südkorea, dem Heimatland der Marke Daewoo, ist das Modell als Daewoo LeMans bekannt.

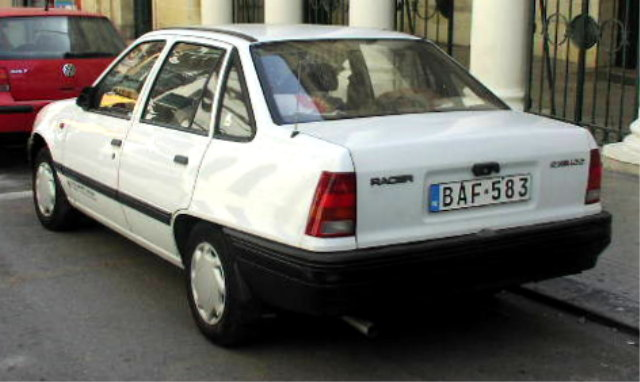
Heck des Racer Stufenheck